# Pierre Lemaitre

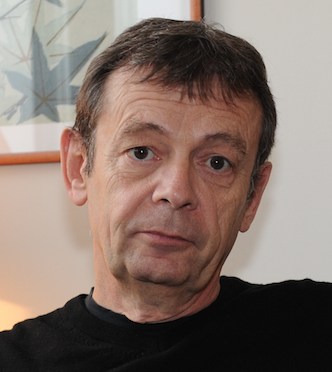
Pierre Lemaitre (2014).

Pierre Lemaitre (Parigi, 19 aprile 1951) è uno scrittore francese.

## Biografia
Prima di dedicarsi alla scrittura, Pierre Lemaitre ha lavorato come insegnante. Assieme all'attività di romanziere ha anche portato avanti l'attività di sceneggiatore. Ha pubblicato vari romanzi: Travail soigné, Editions du Masque, 2006, premio Prix Cognac 2006; Robe de marié, Calmann-Lévy (2009), premio Meilleur Polar Francophone 2009; Cadres noirs, Calmann-Lévy (2010), premio Prix Le Point du Polar européen 2010); Alex, Editions Albin Michel (2011). Con Au revoir là-haut (Editions Albin Michel, 2013) ha ottenuto il premio Prix Goncourt 2013.
I suoi romanzi, che appartengono al genere del giallo o del noir, hanno ottenuto in patria diversi premi specializzati. Nel 2013, invece,  ha pubblicato un romanzo di genere storico. La fortuna delle sue opere ha attraversato i confini nazionali, con traduzioni in diverse lingue, tra cui l'italiano.

## Opere

### SerieVerhœven
- Irène (Travail soigné, 2006), trad. di Stefania Ricciardi, Collana Strade blu, Milano, Mondadori, 2015, ISBN 978-88-046-4462-0.
- Alex (Alex, 2011), trad. di Stefano Viviani, Collana Omnibus, Milano, Mondadori, 2011, ISBN 978-88-046-1359-6.
- Rosy & John (2013), trad. di Stefania Ricciardi, Collana Omnibus, Milano, Mondadori, 2016, ISBN 978-88-046-6978-4. [novellizzazione del testo uscito in feuilleton nel 2011 col titolo Les Grands Moyens]
- Camille (Sacrifices, 2012), trad. di Vittoria Vassallo, Collana Strade blu, Milano, Mondadori, 2015, ISBN 978-88-046-5023-2.

- Quattro indagini per il commissario Camille Verhœven. Irène-Alex-Camille-Rosy & John, Prefazione inedita dell'Autore (2015), Collana Strade blu, Milano, Mondadori, 2015, ISBN 978-88-046-5986-0. - Collana I MITI, Mondadori, 2020, ISBN 978-88-047-3395-9.

### TrilogiaLes Enfants du désastre
- Ci rivediamo lassù (Au revoir là-haut, 2013), trad. di Stefania Ricciardi, Collana Scrittori italiani e stranieri, Milano, Mondadori, 2014, ISBN 978-88-046-3600-7.
- I colori dell'incendio (Couleurs de l'incendie, 2018), trad. di Elena Cappellini, Collana Scrittori italiani e stranieri, Milano, Mondadori, 2018, ISBN 978-88-047-0203-0.
- Lo specchio delle nostre miserie (Miroir de nos peines, 2020), trad. di Elena Cappellini, Collana Scrittori italiani e stranieri, Milano, Mondadori, 2020, ISBN 978-88-047-2685-2.

### SerieLes Années glorieuses
Nelle intenzioni dell'Autore, si tratta di una quadrilogia di romanzi ambientata nei «Trente Glorieux», sulla Francia dal 1945 al 1975.
- Il gran mondo (Le Grand Monde, 2022), trad. di Elena Cappellini, Collana Scrittori italiani e stranieri, Milano, Mondadori, 2022, ISBN 978-88-047-5217-2.
- Il silenzio e la collera (Le Silence et la Colère, 2023), trad. di Elena Cappellini, Collana Scrittori italiani e stranieri, Milano, Mondadori, 2023, ISBN 978-88-047-7681-9.

### Altri romanzi
- L'abito da sposo (Robe de marié, 2009), trad. di Giacomo Cuva, Roma, Fazi, 2012, ISBN 978-88-641-1548-1.
- Lavoro a mano armata (Cadres noirs, 2010), trad. di Giacomo Cuva, Roma, Fazi, 2013, ISBN 978-88-641-1268-8.
- Tre giorni e una vita (Trois jours et une vie, 2016), trad. di Stefania Ricciardi, Collana Scrittori italiani e stranieri, Milano, Mondadori, 2016, ISBN 978-88-046-6505-2.
- Il serpente maiuscolo (Le Serpent majuscule, 2021), trad. di Elena Cappellini, Collana Scrittori italiani e stranieri, Milano, Mondadori, 2022, ISBN 978-88-047-4466-5.

### Novelle
- Un eroe [incluso in Ci rivediamo lassù, Mondadori]
- Une initiative, 2014.
- Les Événements de Péronne, 2018.

### Saggistica
- Dizionario amoroso del giallo (Dictionnaire amoureux du polar, 2020), Collana Oscar Il Giallo Mondadori, Milano, Mondadori, 2024, ISBN 978-88-047-8907-9. [apparso col titolo Il Giallo secondo me. Dizionario d'autore dalla A alla Z, Collana Strade blu, Mondadori, 2021, ISBN 978-88-047-3642-4]